# Hamada

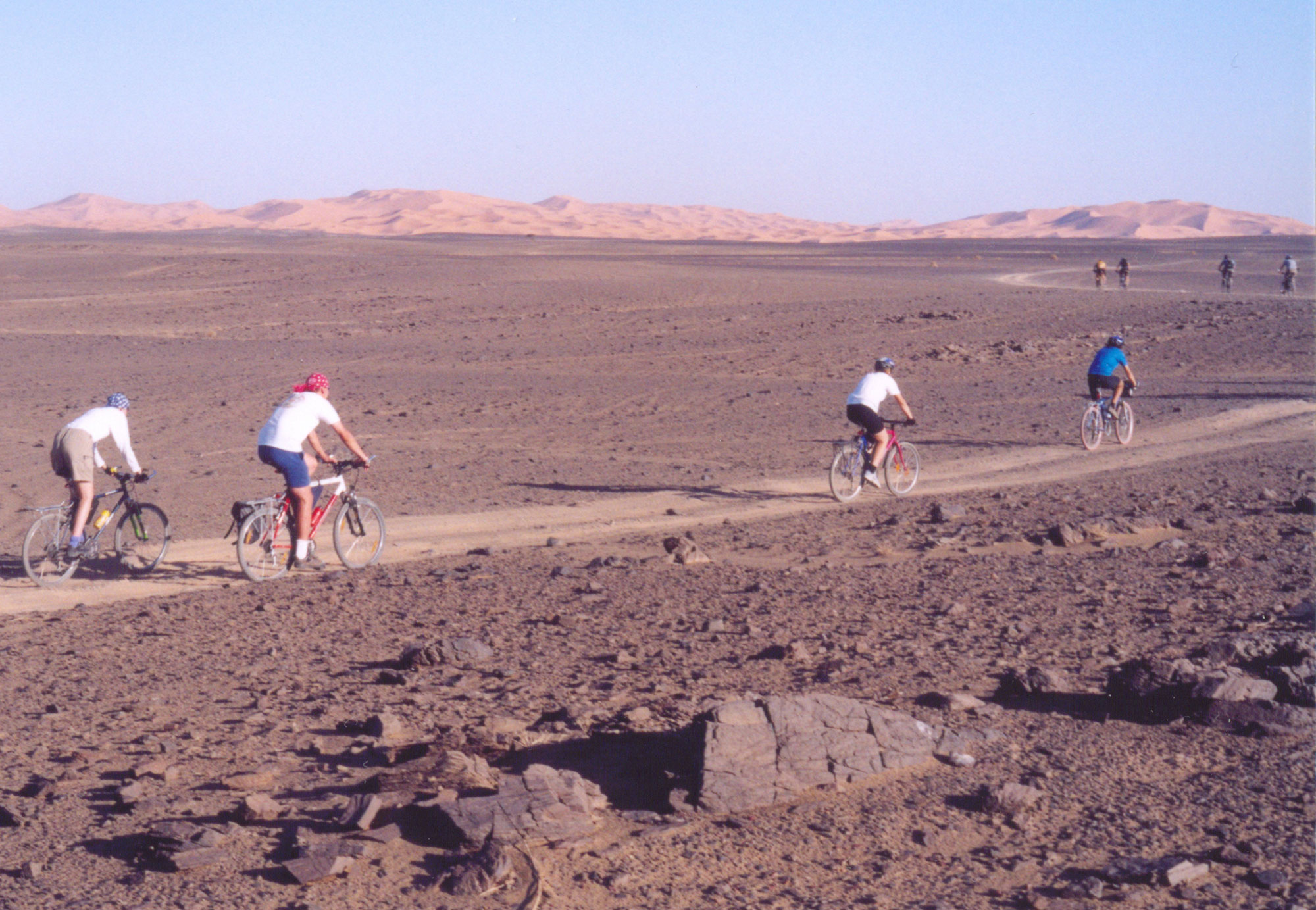
Kamenitá část pouště Erg Chebbi v Maroku

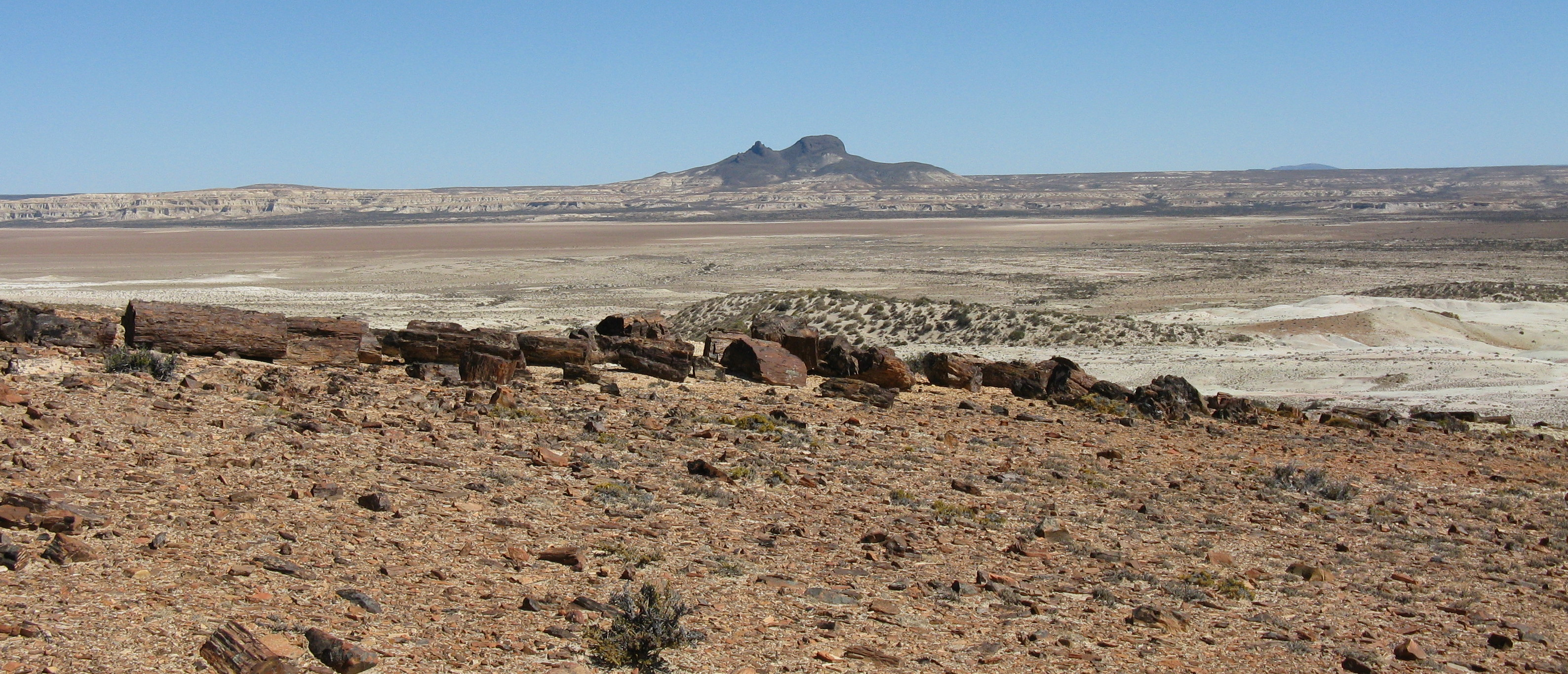
Patagonská poušť

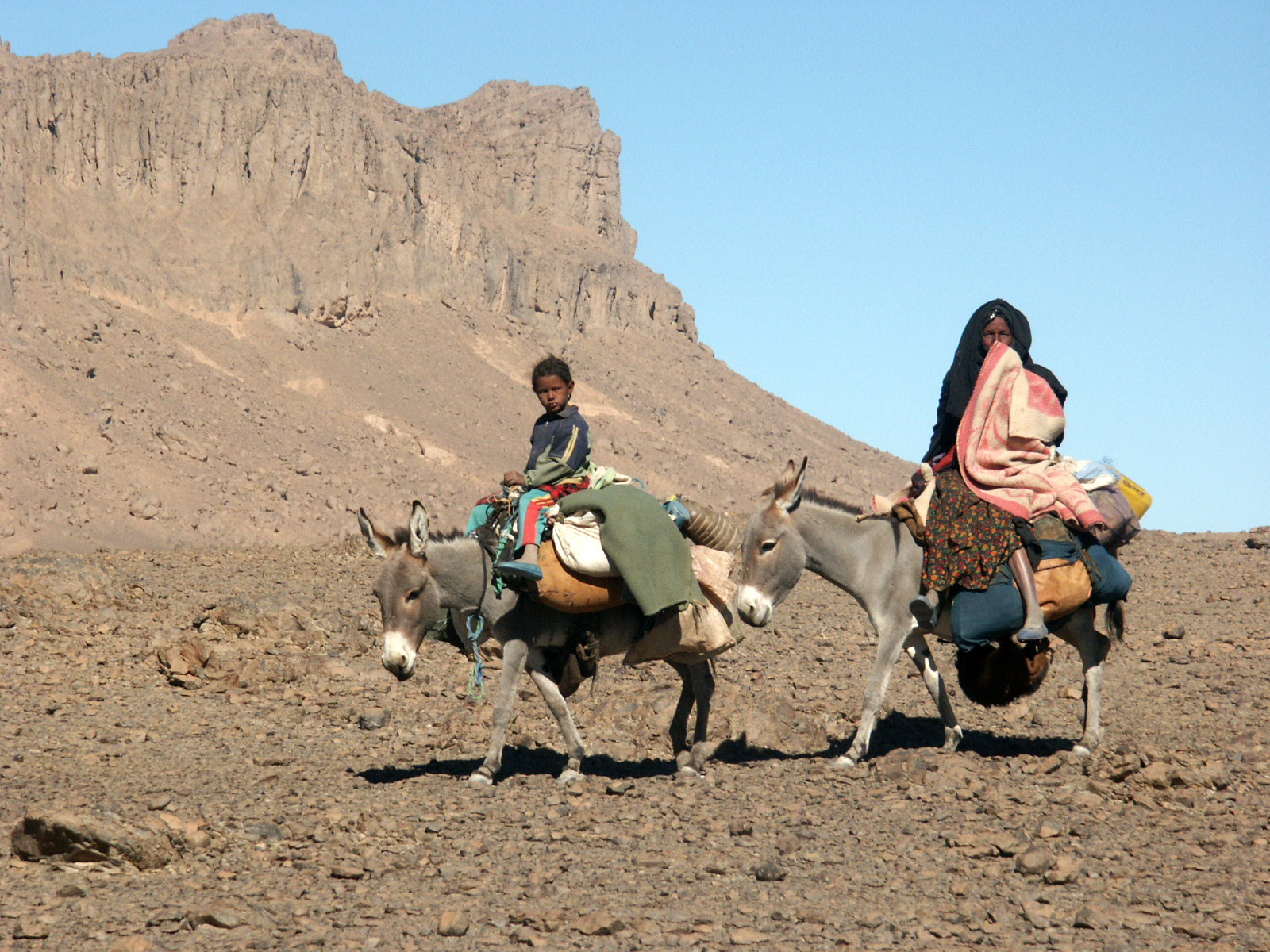
Tuaregové v hamadě na jihu Alžírska

Hamada či hamáda, hammada (arabsky حمادة) je označení pro kamenitou poušť. V širším smyslu se jedná o suchou pustinu posetou štěrkem, kameny nebo skalními útvary bez přítomnosti písečných dun. V užším smyslu (přejatém z arabštiny) znamená hamada kamenitou planinu se skalními výchozy.
Štěrkovitá či oblázkovitá poušť se nazývá reg (na západní Sahaře) nebo serír (na východní Sahaře), resp. gibber (v Austrálii) či saï (ve střední Asii). Podobné oblasti tvoří značnou část rozlohy mnoha světových pouští. Nejvíce kamenitých pouští se nachází v Severní Africe v rámci Sahary: Hamada du Dráa, Hamada du Guir (Maroko a Alžírsko), Hamada al Hamrah (Libye), Hamada Tinrhert (Alžírsko) a Hamada Safia (Mali)., mezi chladné hamady patří např. Patagonská poušť.

## Vznik

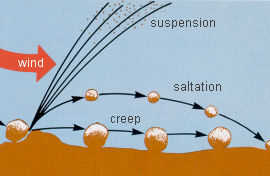
Jednotlivé druhy transportu erodovaného materiálu - suspenze (suspension), saltace (saltation) a trakce (creep).

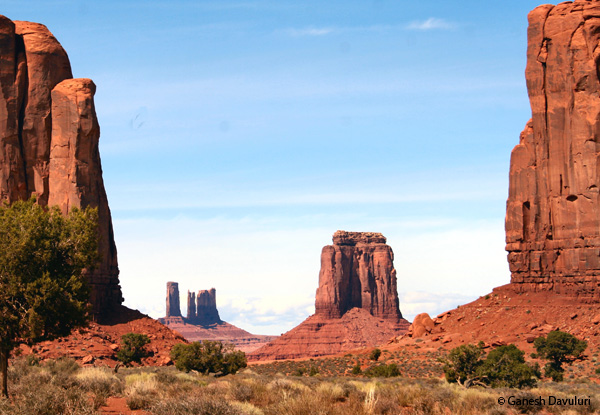
Svědecké hory v americkém Monument Valley

Hamada vzniká intenzívním zvětráváním a následnou deflací – působením větru, který odstraní drobnozrnné produkty zvětrávání. Nejjemnější zrnka jsou odstraněna v suspenzi, zatímco písek je transportován prostřednictvím saltace (nadskakování) a trakce (povrchové tlačení, plížení). Na zvětrávání se podílejí extrémní teplotní rozdíly povrchové vrstvy půdy bez vegetačního pokryvu a následné teplotní pnutí. Intenzívní abrazí vznikají nápadné útvary - skalní hřiby, kužely, jehly a svědecké hory. Na povrchu skalních formací vzniká vlivem kondenzace vodních par, následném výluhu železa a manganu a vyleštění vysrážené vrstvičky větrem unášenými zrny minerálů.
Hamada je podobná mozaikovité pouštní dlažbě tvořené oblázky nebo štěrkem, která se vyskytuje spíše na kamenitých pláních a v proláklinách regů než na skalních plošinách.
Hamady se zásadně liší od ergů, což jsou velké plochy pohyblivých písečných dun.

## Ekologie

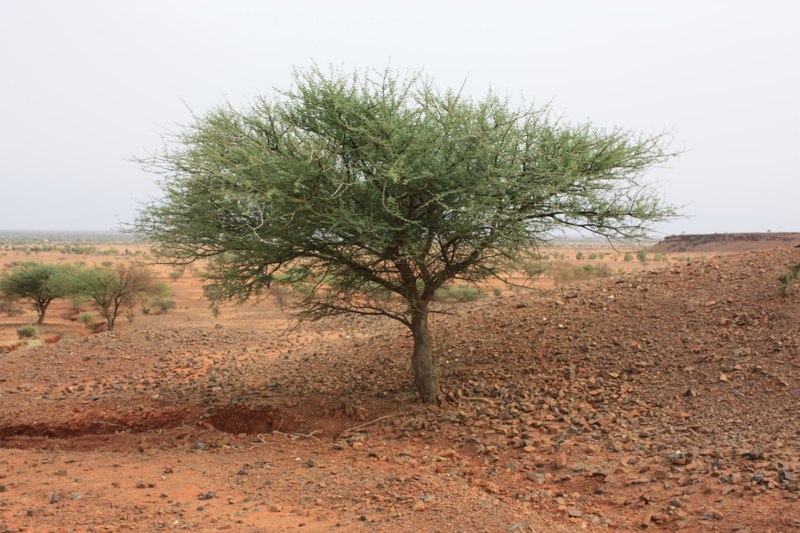
Akacia laeta

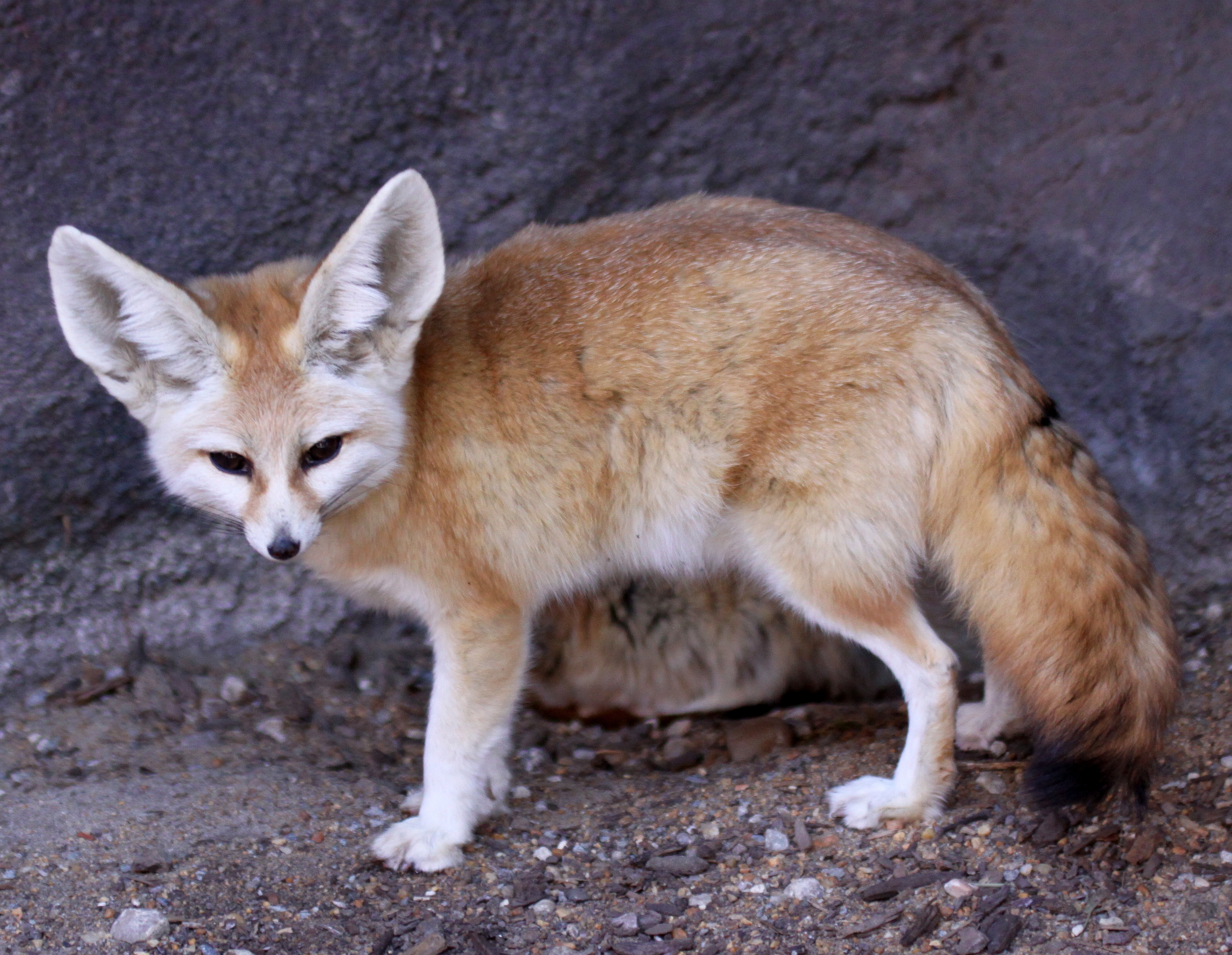
Fenek berberský

Extrémně aridní charakter hamady a téměř naprostá absence půdy je příčinou chudé fauny a flóry. Vyskytují se zde xerofyty - akácie, tamaryšky, kaktusy, sukulenty a na ně vázané druhy hmyzu a obratlovců - hadi, ještěrky, gekoni, scinkové, ze savců např. fenek. Lidský element představují nomádi (např. Tuaregové v oblasti okolo pohoří Ahaggar) se svými stády. Časté jsou efemerní rostliny, schopné rychle vykvést v případě přísunu srážkové vláhy.